# Martin Garralaga
Martin Garralaga, né le 10 novembre 1894 à Barcelone (Espagne), et mort le 12 juin 1981 à Los Angeles (Woodland Hills), est un acteur espagnol qui a travaillé à Hollywood des années 1930 jusqu'aux années 1960. Il était marié à la chanteuse d'opéra et actrice Rosa Rey.

## Biographie
Garralaga est arrivé pour la première fois aux États-Unis lorsqu'il a navigué de Saint-Domingue, en République dominicaine, à San Juan (Porto Rico), sur le bateau à vapeur Catherine en avril 1924.
Il a joué dans plus de deux cents rôles au cinéma et à la télévision et est probablement mieux connu pour son interprétation de Pancho dans les premiers films de Cisco Kid.
Il est inhumé au Forest Lawn Memorial Park à Glendale.

## Filmographie partielle
- 1933 : El Rey de los Gitanos de Frank R. Strayer
- 1936 : The Border Patrolman de David Howard
- 1939 : The Fighting Gringo de David Howard
- 1943 : Pour qui sonne le glas (For Whom the Bell Tolls) de Sam Wood : Capitaine Mora
- 1947 : Taïkoun (Tycoon) de Richard Wallace : Chávez
- 1948 : Le Destin du fugitif (Four Faces West) d'Alfred E. Green : Florencio
- 1949 : L'Île au complot (The Bribe) de Robert Z. Leonard : Pablo Gomez
- 1949 : Le Dernier Bandit (The Last Bandit) de Joseph Kane : Patrick Moreno
- 1949 : Streets of San Francisco de George Blair : Rocco
- 1950 : Le Convoi maudit (The Outriders) de Roy Rowland : le père Damasco
- 1950 : Le Kid du Texas (The Kid from Texas) de Kurt Neumann : Morales
- 1950 : Marqué au fer (Branded) de Rudolph Maté : Hernandez
- 1950 : Les Nouvelles Aventures du capitaine Blood (Fortunes of Captain Blood) de Gordon Douglas : Antonio Viamonte
- 1951 : Bride of the Gorilla de Curt Siodmak : un indigène
- 1952 : L'Affaire Cicéron (Five Fingers) de Joseph L. Mankiewicz : un maître d'hôtel
- 1952 : Le Gorille de Brooklyn (Bela Lugosi Meets a Brooklyn Gorilla) de William Beaudine : Pepe Bordo
- 1953 : Le Voyage de la peur (The Hitch-Hiker) d'Ida Lupino : le barman
- 1953 : Passion sous les tropiques (Second Chance) de Rudolph Maté : don Pascual
- 1957 : Le Salaire du diable (Man in the Shadow) de Jack Arnold : Jesus Cisneros
- 1962 : Seuls sont les indomptés (Lonely Are the Brave) de David Miller : le vieil homme dans le bar latino
- 1964 : L'Île des dauphins bleus (Island of the Blue Dolphins) de James B. Clark : le prêtre
- 1969 : Qu'est-il arrivé à tante Alice ? (What Ever Happened to Aunt Alice?) de Lee H. Katzin : Juan